# Boeckosimus botkini
Boeckosimus botkini är en kräftdjursart som beskrevs av J. Birula 1897. Boeckosimus botkini ingår i släktet Boeckosimus och familjen Lysianassidae. Inga underarter finns listade i Catalogue of Life.